# 壮年兵
壮年兵（Principes，单数：Princeps），罗马共和国早期兵种，最初为矛兵，后改为剑兵。成为壮年兵的人都是家境富裕的壮年男子，他们负担得起优良的装备（一面大盾与一身优良的装甲）。他们在军中，担当重步兵的角色。在作战的时候，壮年兵会组成龜甲陣，在轻步兵的支援下於第二列战线和敌人战斗。壮年兵在马略改革后消失。